# Utfort
Utfort bzw. amtlich Rheinkamp-Utfort, in alten Dokumenten auch „Utford“ oder „Ootfurd“, ist ein Ortsteil (offiziell Wohnplatz), im statistischen Stadtteil Rheinkamp von Moers im Kreis Wesel, Nordrhein-Westfalen. Aktuell gehört der Ortsteil Utfort zu den Gebieten in Moers, in denen die Bevölkerungszahl noch ansteigt. Mit der Steigerung von 4.254 (Ende 2000) auf 5.048 Personen (31. Dezember 2023) gehört es zu den wachsenden Wohngebieten und ist eine gesuchte Wohnlage in der Stadt.

## Lage

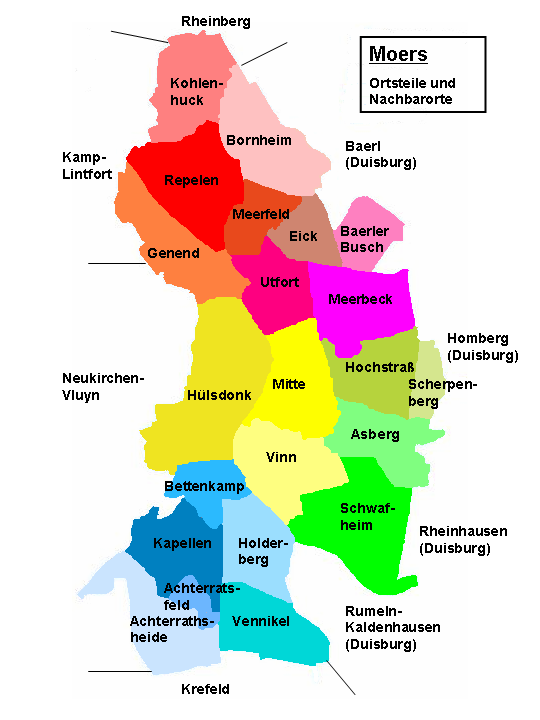
Wohnplätze von Moers:

Das Gebiet von Utfort grenzt im Süden an Moers-Mitte, das historische Stadtgebiet von Moers in der ehemaligen Grafschaft Moers. Ansonsten ist Utfort von anderen Wohngebieten der Stadt Moers umgeben.

## Geschichte

### Mittelalter bis Anfang des 19. Jahrhunderts
Direkt innerhalb des Gebietes von Utfort liegen bisher keine aussagekräftigen Funde aus der Zeit vor dem Frühmittelalter vor. Dagegen wurde im nordöstlichen Bereich zwischen der Rheinberger Straße und vor dem Bahndamm, zum Teil bis auf das Gebiet von Eick-West, ein ausgedehntes Gräberfeld gefunden. Dieses Gräberfeld umfasst bisher neun Einzelgräber und stammt aus der frühen bis mittleren Eisenzeit. In den Gräbern – es handelt sich um Urnengräber – wurden Brandknochen und Reste der Urnengefäße einschließlich der zugehörigen Abdeckschalen und Scherben von Töpfen und Schüsseln gefunden.
Im Mittelalter bis zum 19. Jahrhundert sind im aktuellen Gebiet von Utfort neben dem Haus Tervoort, einem ehemaligen Rittergut, nur vereinzelte Bauernhöfe nachweisbar. Trotzdem wurde es urkundlich bereits im 9. Jahrhundert als „Uuodfurd“ erwähnt.
Entsprechend dem Namen dürfte eine Furt im damaligen wesentlich mehr wasserführenden Moersbach namensgebend gewesen sein. Mit Ausnahme von Haus Tervoort, im äußersten Südwesten von Utfort gelegen, waren die älteren Bauernhöfe überwiegend weiter nördlich an der Grenze zum heutigen Wohnbereich von Meerfeld angeordnet, das zu dieser Zeit zu Repelen gehörte. Das Gebiet südöstlich von Repelen bis vor dem Ort Moers war bis zu Beginn des 19. Jahrhunderts ein Waldgebiet, in dem nur kleinere Siedlungsinseln vorhanden waren. Noch um 1850 wurde bei der Ankündigung der öffentlichen Versteigerungen von Landparzellen in Utfort häufig auf den vorhandenen nutzbaren Holzbestand hingewiesen, der Bestandteil der Versteigerungssumme war.

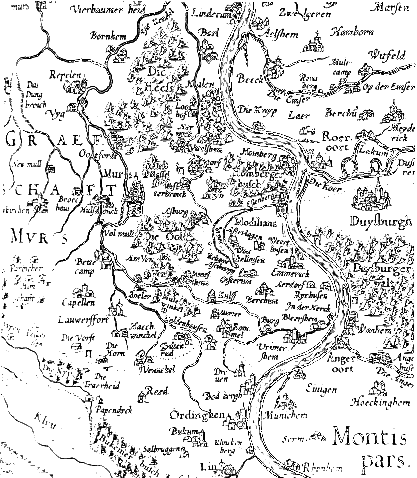
Karte der Grafschaft Moers von Gerhard Mercator 1591

Die wenigen vorhandenen Bauernhöfe zahlten den „Zehnten“ an die Grafen von Moers und später an deren Nachfolger. In der abgebildeten Karte von Gerhard Mercator für die Grafschaft Moers ist Utfort als „Ootfordt“ zwischen Moers und Repelen eingezeichnet. Die Bauerschaft Utfort gehörte über die Jahrhunderte zum Kirchspiel Repelen und war dem Gerichtsbezirk Moers unterstellt. Ausgenommen hiervon war Haus Tervoort, das bereits vor dem 18. Jahrhundert zum Kirchspiel von Moers gehörte, während Utfort erst bei der Bildung der Bürgermeisterei Repelen nach Moers wechselte.
Die geringe Besiedlung Utforts zeigen die Daten für 1625. Für diesen Zeitpunkt sind 5 Bauernhöfe in Utfort nachweisbar. Die Daten für 1834 mit 80 Bewohnern in 18 Gebäuden zeigen keine hohe Siedlungsdichte. Im Urkataster von 1835 für die Bürgermeisterei Repelen ist neben dem Siedlungsbereich des „Kirchdorfs Repelen“ der bewohnte Bereich von Utfort nur in der Nähe des Repelner Meeres, rechts vom Moersbach eingezeichnet. Dies ist aber nur der nordwestlichste Bereich des heutigen Gebietes von Utfort. Aktuell erinnern die Straßennamen: „Am Voetshof“, „Am Meetschenhof“ und „Am Meerhof“ an diese bäuerliche Vergangenheit. Neben dem „Schardey’s Hof“ sind Voets- und Meetschenhof bereits ab 1574 urkundlich nachweisbar.
Südlich vom Haus Tervoort und damit an der historischen Grenze von Utfort lag der kleine Siedlungsbereich „Fünderich“. Dieser gehörte aber bereits zur Stadt Moers und war 1834 mit 9 Häusern und 58 Bewohnern fast so stark bewohnt wie das gesamte Gebiet von Utfort. Aktuell erinnert die Straße Am Fünderich an diesen älteren Wohnbereich.

### Neuzeit bis 1945

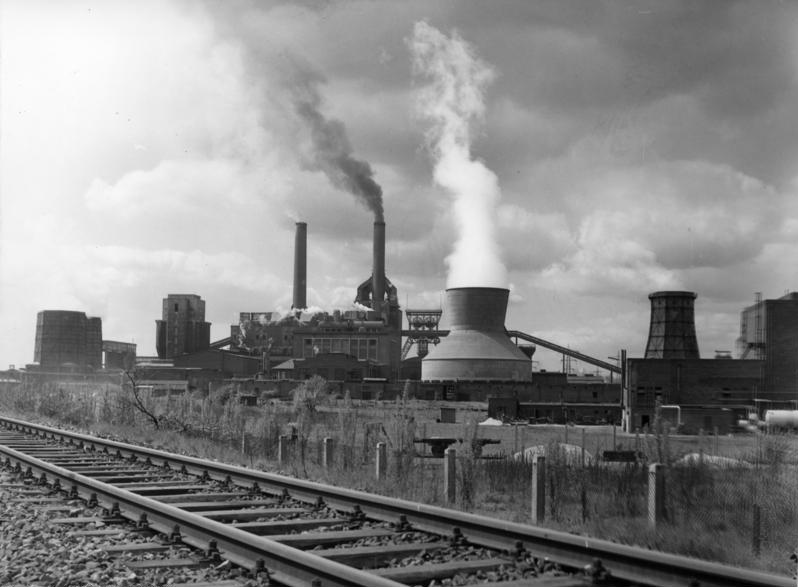
Rheinkamp-Utfort, Schacht 5/9, 1959

Als Repelen am Ende des 18. Jahrhunderts zu einer Zentralgemeinde wurde, änderte sich an der Zugehörigkeit von Utfort und einigen weiteren Bauerschaften zur „Bürgermeisterei Repelen“ nichts. Bei der Bildung der Gesamtgemeinde Repelen-Baerl 1909, die 1950 den Namen Rheinkamp erhielt, ergaben sich keine Veränderungen. Noch heute werden die Liegenschaften für Utfort im Grundbuch Repelen geführt.

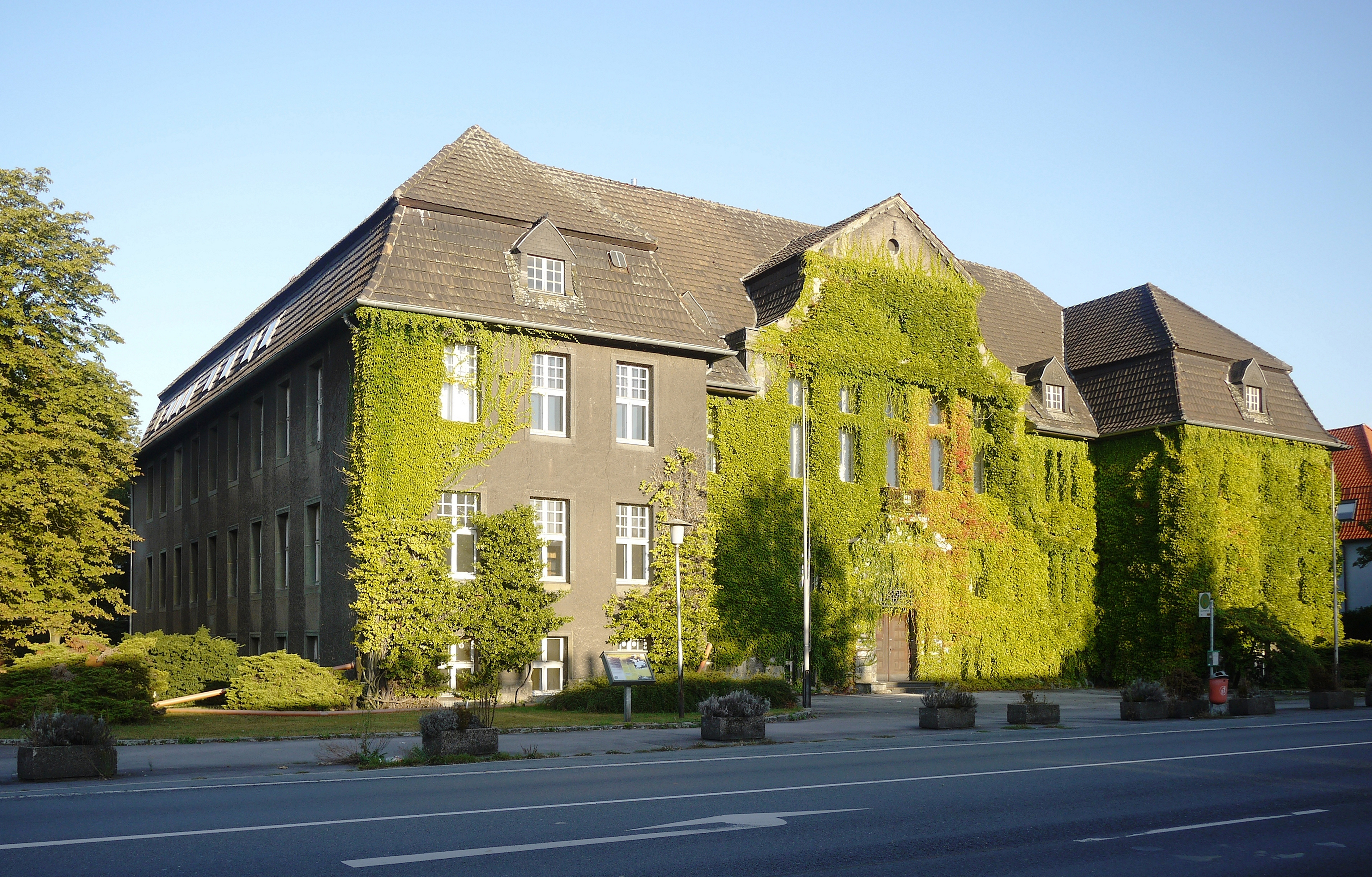
Utforter Rathaus

Waren bis Ende des 19. Jahrhunderts lediglich einige Bauernhöfe mit ihrer Landwirtschaft Basis des Lebensunterhalts für die Bewohner, so änderte sich dies mit dem Beginn des Kohlebergbaus. Bereits 1904 war die Kohleförderung in Hochstraß, das ab 1906 zu Moers gehörte, durch die Zeche Rheinpreußen begonnen worden. Ab 1900 wurde mit dem Bau des Schachtes V dieser Zeche in Utfort begonnen. Mit der Kohleförderung ab 1905 begann das Zeitalter der Industrie auch direkt im Bereich der Bürgermeisterei Repelen. Folge war ein starker Anstieg der Bevölkerungszahl. Lebten 1900 noch 2.387 Bewohner in der Gesamtgemeinde Repelen, so stieg ihre Zahl bis 1909 auf 4.715. Durch Zusammenschluss der Bürgermeistereien Repelen und Baerl 1910 zur Gesamtgemeinde Repelen-Baerl wurde die notwendige Anpassung der Infrastruktur erleichtert. Neben dem Bau von Wohnhäusern und Straßen wurde von 1910 bis 1912 am Ende der Rathausallee in Utfort ein neues zentrales Rathaus für die neue Gesamtgemeinde errichtet. Dies führte zu einer Aufwertung und zu einer zunehmenden Besiedlung in diesem Bereich.

### Ab 1945
Die ersten Jahrzehnte nach dem Krieg waren gekennzeichnet von einem starken Wirtschaftsaufschwung, der durch die Zechen mit der Kohleförderung eine solide Wirtschaftsbasis für den Großraum Moers hatte. Folge war ein verstärkter Wohnungsbau, der aber in Utfort weniger zu größeren Mietbausiedlungen, sondern mehr zu Eigenheimen führte. Utfort gehörte unverändert bis 1975 zur Gemeinde Repelen-Baerl, die 1950 in Rheinkamp umbenannt wurde. Nach der Kommunalreform von 1975 mit der Aufteilung von Rheinkamp in zwei Hauptbereiche verblieb Utfort im neuen Stadtteil Rheinkamp von Moers. Dieser Stadtteil war weitgehend identisch mit der historischen Gemeinde Repelen vor 1909. Allerdings gehörten nun die Gebiete Baerler Busch und Meerbeck zusätzlich zu Rheinkamp.
Nach der Eingliederung in die Stadt Moers wurden die Stadtteile in sogenannten Wohnplätze aufgeteilt und neu strukturiert. Als interne Grenzen zwischen den Wohnplätzen wurden Straßen, Bahndämme und natürliche Barrieren wie Bachläufe gewählt. Hierdurch ergaben sich Abweichungen von den historischen Katastern. Für den Wohnplatz Utfort wurden folgende Grenzen festgelegt (nur grobe Angaben):
- im Süden: Rheurdter Straße
- im Osten: Bahndamm Moers/Rheinberg
- im Westen: Repelener Straße bis nördlich hinter der Kampstraße und dann Moersbach
- im Norden: vom Moersbach quer durch das „Umspanngelände“ bis zur Rathausallee

Entsprechend der neuen östlichen Begrenzung gehört das Gelände im Bereich der ehemaligen Zeche Rheinpreußen 5/9 nicht mehr wie vor der Kommunalreform zu Utfort, sondern zu Meerbeck.
Mit dem Ende des Kohlebergbaus verschlechterten sich die Grundlagen für die Wirtschaft am Niederrhein. Durch Abriss einzelner Anlageteile der Zeche wurde Gelände mit Gebäuden für die Ansiedlung von Mittelstandsfirmen frei. Auf dem ehemaligen Gelände Zeche Rheinpreußen 5/9 entstand ab Ende des 20. Jahrhunderts der Eurotec Technologiepark, der aber nun zu Meerbeck und nicht Utfort gehört.
War bis Ende des 20. Jahrhunderts das Gebiet südlich der Kampstraße in Utfort nur wenig besiedelt, so ist dieser Bereich nun bis zur Tervoortstraße ebenfalls weitgehend mit Eigenheimen und Eigentumswohnungen bebaut worden. Von der ehemaligen landwirtschaftlichen Nutzung bestehen nur noch einige Restbereiche. Diese liegen überwiegend westlich vom Moersbach und nördlich der Rheudter Straße. Von den ursprünglichen größeren Waldgebieten in Utfort gibt es neben diversen kleineren Restgebieten als größeres Gebiet nur noch den südwestlichen Bereich ab Moersbach bis zum Haus Tervoort, der als ehemaliger Schlosspark von der Umwandlung in Bauland verschont geblieben ist.

## Aktuelles
Mit der Eingliederung von Rheinkamp nach Moers wurde das Rathaus in Utfort an der Rathausallee als Verwaltungszentrum überflüssig und war noch bis zu Beginn der 2010er Jahre ein Bürostandort für verschiedene kommunale Abteilungen. Ab etwa 2010 stand das unter Denkmalschutz stehende Gebäude leer. Nachdem verschiedene Verwertungspläne zur Diskussion gestanden hatten, wurde Ende 2015 das Gebäude mit einem südlich davon liegenden parkähnlichen Gelände an den Projektentwickler „Zumwinkel“ verkauft. Dieser plant das Gebäude zu sanieren und insgesamt 70 Sozialwohnungen und eine Arztpraxis auf dem Gelände zu errichten. Von der vorgesehenen 5000 m² großen Gesamtwohnfläche werden rund ein Drittel im alten Rathaus entstehen. Daneben werden auf dem südlich gelegenen bisher unbebauten Gelände dreieinhalb-geschossige Neubauten mit einem Kinderspielplatz errichtet. Ein Teil der bisherigen Freifläche bleibt dabei als Park erhalten. Der ursprünglich vorgesehene Fertigstellungstermin zum Zeitpunkt des Kaufes für das Projekt war 2018, konnte aber nicht realisiert werden. In einer Pressemitteilung der Stadt Moers von Anfang Mai 2017 wurde mitgeteilt, dass die Baupläne zur Zeit von den zuständigen Behörden geprüft werden und mit einem Beginn der Arbeiten in absehbarer Zeit zu rechnen sei.

## Religion

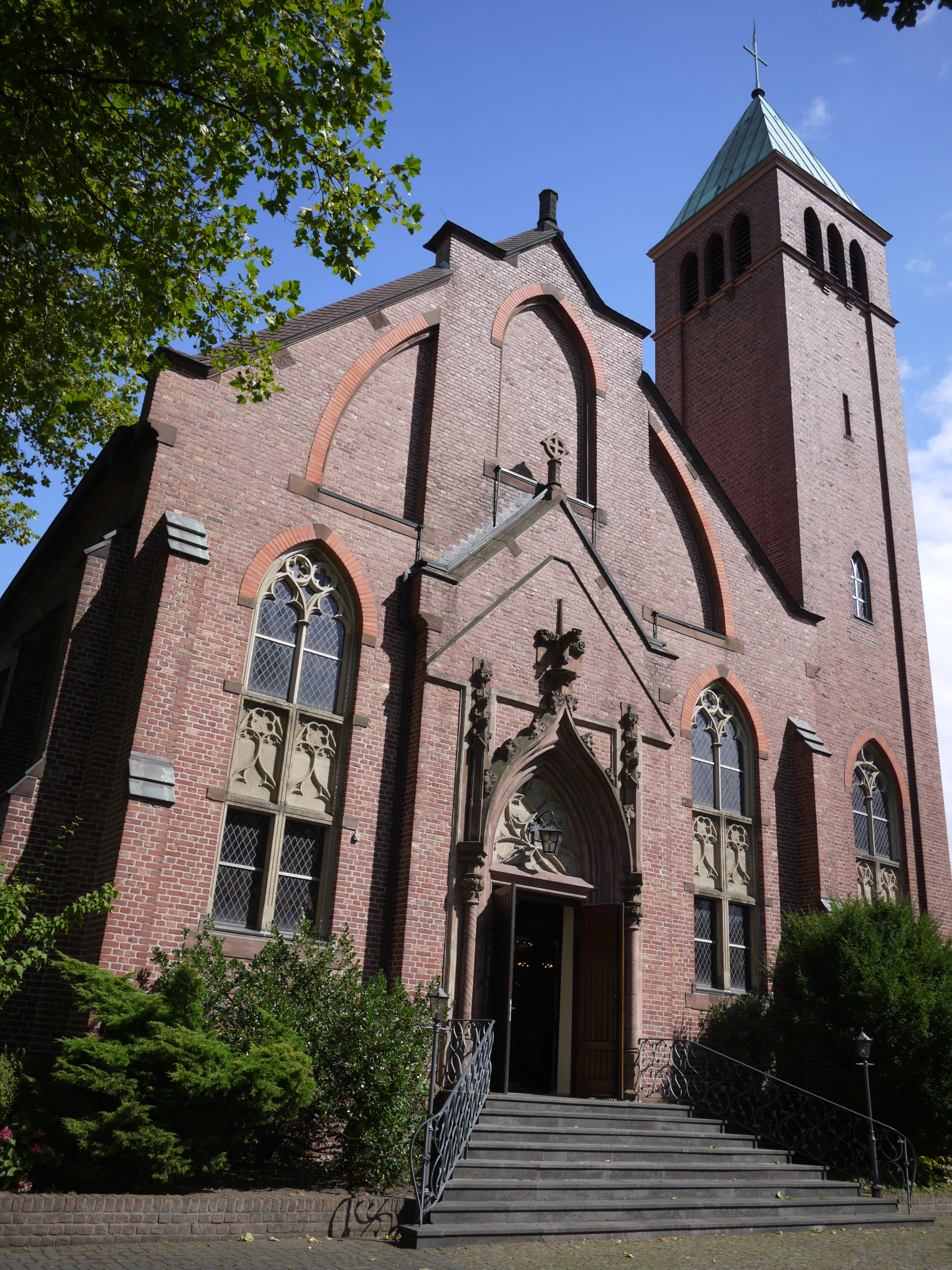
Evangelische Kirche Utfort

Wie in der gesamten Grafschaft Moers war in Repelen und den zugehörigen Bauerschaften ab Mitte des 16. Jahrhunderts die Bevölkerung zum reformierten Glauben gewechselt. Bis zum Beginn des Kohlebergbaus war die Dorfkirche in Repelen Zentrum der evangelischen Gemeinde. Mit dem starken Anstieg der Bevölkerungszahl ab 1900 entstand der Bedarf nach einer eigenen evangelischen Kirche in Utfort. Auf einem Grundstück in der Nähe des etwas später errichteten neue Rathauses von Repelen-Baerl, das vom Besitzer des „Hauses Tervoort“ Louis Liebrecht der Gemeinde geschenkt worden war, wurde eine neue Kirche gebaut und 1906 eingeweiht. 1927 wurde die Evangelische Kirchengemeinde Utfort eigenständig. Sie ist heute für Utfort, Eick-Ost und Bornheim zuständig.
Die Zahl der katholischen Christen in Utfort war bis 1900 sehr gering. 1834 waren von 80 Bewohnern nur 3 katholisch. Mit dem Beginn des Kohlebergbaus wuchs der Anteil der katholischen Bevölkerung ebenfalls. Bis 1961 gehörten die Katholiken zur katholischen Gemeinde St. Barbara in Meerbeck. Nach der Einweihung einer neuen Kirche 1963 und mit der Einrichtung des katholischen Pfarrbezirks St. Ida in Rheinkamp-Eick 1964 wurde dieser für die Katholiken in Utfort zuständig.

## Sehenswürdigkeiten
In der Liste der Baudenkmäler in Moers sind für Utfort zwei Baudenkmäler aufgeführt:
- die evangelische Kirche Utfort in der Friedenstraße (Baujahr 1906)
- das Rathaus Rheinkamp in der Rheinberger Straße 194, erbaut in den Jahren 1910–1912